# Florence Rena Sabin
Florence Rena Sabin (9 novembre 1871 – 3 octobre 1953) est une médecin américaine. Elle est la première femme professeur (pour le titre de full professor) à la Johns Hopkins School of Medicine, la première élue à l'Académie nationale des sciences aux États-Unis et la première à diriger un département de l'université Rockefeller.

## Biographie
Florence Rena Sabin est née en 1871 à Central City dans l'État du Colorado. Elle perd sa mère à 7 ans et est élevée par ses grands-parents. Elle est encouragée en 1896 à faire ses études à la Johns Hopkins School of Medicine, qui vient alors de fonder une école de médecine, acceptant les femmes. 
Elle y réalise une maquette de bulbe rachidien de nouveau-né puis devient la première femme à enseigner l'embryologie et l'histologie dans cette école. Elle devient professeure associée en 1915 et professeure en 1917. Elle y reste jusqu'en 1925, année où elle rejoint le Rockefeller Institute for Medical Research. En 1925 toujours, elle devient la première femme élue à l'Académie nationale des sciences. En 1938, elle quitte l'Institut Rockefeller et revient dans l'État du Colorado. Après six années de retraite paisible, Sabin accepte la demande du gouverneur du Colorado de présider une sous-commission sur la santé à partir de 1944. Dans une lettre adressée au gouverneur en avril 1945, elle présente ses conclusions, affirmant que l'État est en retard en matière de santé publique.  En 1948, elle devient directrice de la santé et des œuvres de bienfaisance pour Denver, faisant don de son salaire pendant les trois années suivantes à la recherche médicale. Elle est alors à l'origine d'une série de lois et d'actions sanitaires. Elle a apporté également plusieurs contributions scientifiques significatives à la lutte contre la tuberculose. 
En 1951, Florence Sabin prend sa retraite pour la deuxième et dernière fois, tout en continuant à s'exprimer sur les questions de santé publique. Florence Sabin meurt d'une crise cardiaque le 3 octobre 1953 (elle a 81 ans). Elle est incinérée.

## Honneurs
Le cratère vénusien Sabin a été nommé en son honneur.
Elle est intronisée au Colorado Women's Hall of Fame puis en 1973 au National Women's Hall of Fame.

## liens externes
- Ressource relative à la santé :   - Bibliothèque interuniversitaire de santé
- Ressource relative à la recherche :   - Biodiversity Heritage Library
- Ressource relative à la musique :   - Carnegie Hall
- Notices dans des dictionnaires ou encyclopédies généralistes :   - American National Biography
  - Britannica
  - Collective Biographies of Women
  - Dictionnaire universel des créatrices
- Notices d'autorité :   - VIAF
  - ISNI
  - IdRef
  - LCCN
  - GND
  - CiNii
  - Pays-Bas
  - Israël
  - WorldCat